# Elias Boussnina
Elias Boussnina (født 1993 i Esbjerg), tidligere kendt under kunstnernavnet Yung Coke, er en dansk R&B-sanger fra Fyn.

## Opvækst og karriere
Elias Boussnina er født i Esbjerg, men opvokset i Svendborg og blev student fra Svendborg Gymnasium. Hans familiebaggrund er dansk-tunesisk, og han er bror til skuespilleren Sarah-Sofie Boussnina.
Som musiker blev han oprindelig kendt på Youtube som rapperen Yung Coke - en selvopfundet karakter, som kun gik op i stoffer og store biler, som han opfandt som et fritidsprojekt for sjov. Yung Coke-figuren blev populær og opnåede over 100.000 afspilninger på Youtube til sange som "Dank Fra Den Øst Side" og "Født Til At Ball". Boussnina studerede erhvervsøkonomi og informationsteknologi på Copenhagen Business School, men droppede studiet for at hellige sig musikken professionelt. Han gav oprindelig sig selv et år til at prøve forsøget af. Hans single "Lost Ones" blev "P3s Uundgåelige" i 2018, og året efter debuterede han med sin første ep "Shameboy".

## Modtagelse
I sin anmeldelse af Shameboy skrev musikmagasinet Soundvenue, at Boussnina stemplede ind i toppen af dansk R&B og gav ep'en fem ud af seks stjerner, mens Gaffa kaldte Shameboy for en flot debut og tildelte den fire af seks stjerner.
Politiken kaldte ham i en samlet anmeldelse af Shameboy og Boussninas koncert i Vega 30. april 2019 for et "langtidsholdbart stjerneskud" med "følsomme toner og et kæmpe overskudsagtigt nærvær og fokus", og skrev, at hans musik havde en euforiserende effekt.
I dagbladet Information blev Shameboy fremhævet som et af året 2019's lovende debutalbum.
I oktober 2020 deltog han som livemusiker i en særudgave af Vild med dans-programmet på TV 2 til fordel for Knæk Cancer-kampagnen, hvor han fremførte nummeret Roses, mens et par dansede rumba til.

## Udgivelser
- Shameboy (2019)
- Boy (2020)